# Chiton bednalli
Chiton bednalli är en blötdjursart som beskrevs av Henry Augustus Pilsbry 1895. Chiton bednalli ingår i släktet Chiton och familjen Chitonidae. Inga underarter finns listade i Catalogue of Life.